# Jasenovi Potoci
Jasenovi Potoci (szerbül: Јасенови Потоци) falu Bosznia-Hercegovinában, Bosanska krajina területén, a Szerb Köztársaságban, Mrkonjić Grad községben.

## Fekvése

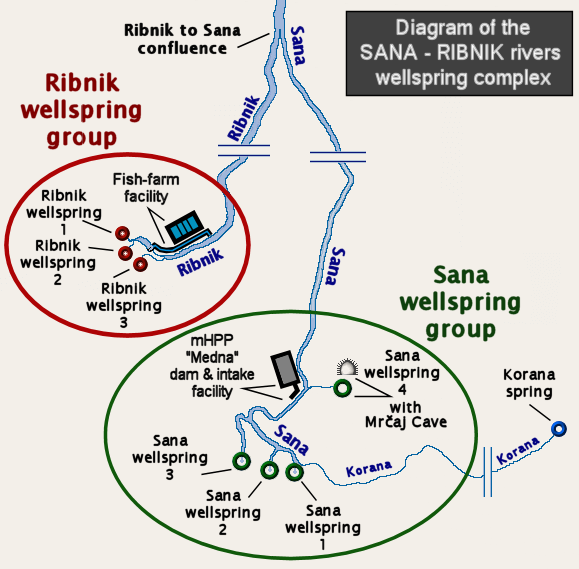
A Szana forrásvidékének térképe

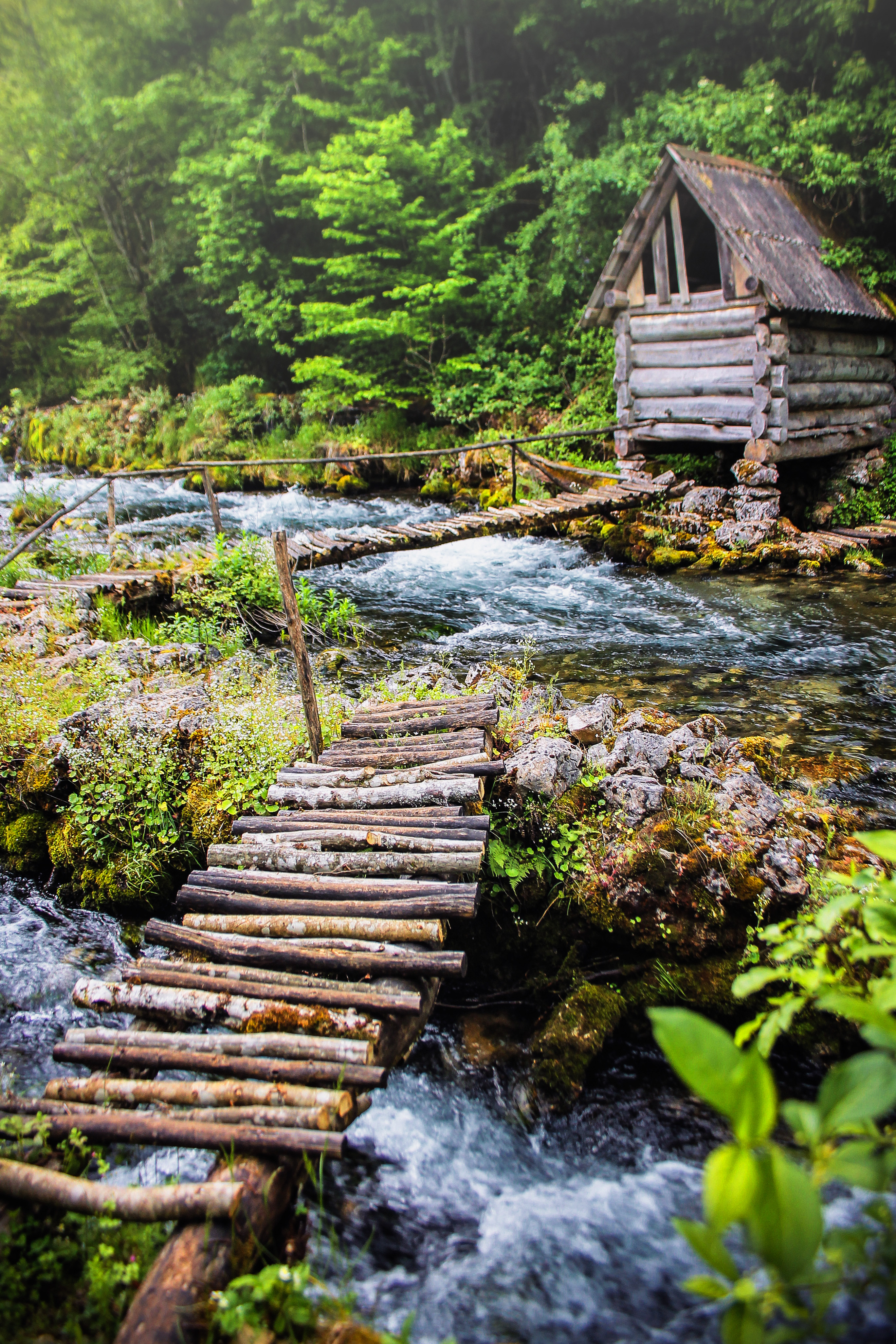
A Szana forrásvidéke

Bosznia-Hercegovina közép-nyugati részén, Banja Lukától légvonalban 60, közúton 92 km-re dél-délnyugatra, községközpontjától légvonalban 22, közúton 40 km-re délnyugatra, a Dinári-hegység lejtőin megbújva fekszik. A falut buja természet és a kis patakok jellemzik. Ennek a helynek a különlegessége, hogy itt található a Szana-folyó három forrásának egyike, amely a völgyeken keresztül kanyarog, és hozzájárul a régió jellegzetes folyami környezetének kialakításához. Jasenovi Potoci varázsa a békés elszigeteltségben is rejlik, távol a legnépszerűbb turistautaktól, ahol a látogató elmerülhet a vidéki Bosznia csendes életében és hagyományaiban. Környékén kiterjedt erdők találhatók, melyek rendkívül gazdag állatvilággal rendelkeznek.

## Népessége
| Nemzetiségi csoport | Népesség 1991 | Népesség 2013 |
| ------------------- | ------------- | ------------- |
| Szerb               | 283           | 98            |
| Bosnyák             | 0             | 0             |
| Horvát              | 0             | 0             |
| Jugoszláv           | 1             | 0             |
| Egyéb               | 0             | 0             |
| Összesen            | 284           | 98            |

## Története
A település nevét a tájat meghatározó kőrisfákról és tiszta folyóvizeiről kapta. A helyi lakosság teljes egészében szerb, ami a falu kulturális sajátosságait tükrözi. Jasenovi Potoci története sok más balkáni helyszínhez hasonlóan kultúrák és hagyományok keveréke. Bár a történelmi kontextus nem részletezi, a falu tükrözi a Boszniai Szerb Köztársasághoz tartozó terület történelmi eseményeit és a környező régiókkal való kölcsönhatásokat.
A második világháború idején 1944. január 8. és 11. között súlyos harcok folytak itt a 6. Lika partizán hadosztály és a német 92. gépesített ezred erői között. 1944. január 13. és 20. között a hadosztály egységei heves harcokat vívtak Pecka, Medna, Gerzovo, Mlinište és Jasenovi Potoci környékén a Banja Luka és Mrkonjić Grad felől Glamoč felé behatoló erős német gépesített erők ellen.
A boszniai háború idején a Misztrál–2 hadművelet során a Horvát Köztársaság hadseregéhez tartozó 7. gárdadandár tagjai 1995. szeptember 9-én foglalták el a települést, melynek lakossága elmekült. A Misztrál–2 hadművelet boszniai szerb civilek százainak életét követelte, és több tízezer ember kényszerült lakóhelyét elhagyni. A falu a daytoni békeszerződés aláírása után visszakerült a boszniai Szerb Köztársasághoz. 

## Nevezetességei
- Határában található a Szana folyó forrása. A Szana az Una legnagyobb mellékfolyója, mely három bővizű karsztforrásból tör fel a Donja Pecka és Jasenovi Potoci falvak közelében fekvő fennsíkon. Másfél km után a Trbovo dol alatt három patak egyesül. A Szana folyó Novi Grad közelében ömlik az Una folyóba. A legenda szerint az ókori latinok gyógyhatása és tisztasága miatt adták a nevét (Aqua Sanus). Folyamatban van a Szana folyó védett területének Natúrparkká nyilvánítása.

- A Szentlélek eljövetele tiszteletére szentelt ortodox temploma